# Públio Élio Lígure
Públio Élio Lígure (em latim: Publius Aelius Ligus) foi um político da gente Élia da República Romana eleito cônsul em 172 a.C. com Caio Popílio Lenas.

## Consulado (172 a.C.)
É provável que tenha sido pretor em 175 a.C. e foi eleito cônsul em 172 a.C. com Caio Popílio Lenas, tendo, possivelmente, a Ligúria como província consular, o que lhe valeu o cognome. Outro ponto notável de seu consulado foi o fato de que os dois eram plebeus, a primeira vez que isto ocorreu. Seu mandato foi inteiramente marcado pela luta contra o Senado, que teve uma resolução bloqueada por seu colega e que repreendia o comportamento de seu irmão, o cônsul do ano anterior, Marco Popílio Lenas, na Ligúria.

## Anos finais
Em 167 a.C, foi um dos cinco enviados até a Ilíria para acordar com o pretor Lúcio Anício Galo as condições de paz com os ilírios.
Um de seus descendentes foi Élio Lígure, tribuno em 58 a.C., que, com Públio Clódio Pulcro, era adversário de Cícero.